# アルクール賞
アルクール賞（Prix d'Harcourt）は、フランスのパリロンシャン競馬場で行われる競馬の競走である。

## 歴史
この競走は1929年にソシエテ・デ・エンカレッジメントの元会長であるエマニュエル・アルクールを記念して設立。当初は2400mの距離で争われていた。
1940年はオートゥイユ競馬場で行われ、1943年と1944年はメゾンラフィット競馬場で2000mの距離で行われた。
1946年に距離を2150mに変更された。1953年には2100mになり、1958年には2000mに短縮された。1961年には2100mに戻り、1969年には2200mに延長されました。
以前はガネー賞の数週間後に施行されていたが、1971年に2つの競走の日程が入れ替わった。この時点から2000mで行われるようになった。
2016年と2017年はロンシャン競馬場が改修のためシャンティイ競馬場で行われた。

## 記録

### 最多勝利馬
- Amfortas – 1931年、1932年
- Djebel – 1941年、1942年
- Skalleti - 2021年、2022年

### 最多勝利騎手
- イヴ・サンマルタン - 1960年:Regent、1974年:Allez France、1976年:Liloy、1983年:Welsh Term、1985年:Strawberry Road
- マキシム・ギュイヨン - 2010年:Cutlass Bay、2012年:Giofra、2020年:Shaman、2022年:Skalleti、2024年:Zarakem

### 最多勝利調教師
- アンドレ・ファーブル - 1986年:aint Estephe、1988年:Village Star、1989年:Star Lift、1990年:Creator、1991年:Panoramic、1995年:Freedom Cry、2000年:Indian Danehill、2006年:Manduro、2010年:Cutlass Bay、2017年:Cloth of Stars

### 最多勝利馬主
- ダニエル・ウィルデンシュタイン - 1970年:Yelapa、1974年:Allez France、1976年:Liloy、1987年:Grand Pavois、1989年:Star Lift、1995年:Freedom Cry

## 歴代優勝馬
※2000年以降の優勝馬のみ
- 2000年 Indian Danehill
- 2001年 Earlene
- 2002年 Execute
- 2003年 Ana Marie
- 2004年 Vangelis
- 2005年 Delfos
- 2006年 Manduro
- 2007年 Boris de Deauville
- 2008年 Loup Breton
- 2009年 Trincot
- 2010年 Cutlass Bay
- 2011年 Planteur
- 2012年 Giofra
- 2013年 Maxios
- 2014年 Smoking Sun
- 2015年 Al Kazeem
- 2016年 Garlingari
- 2017年 Cloth of Stars
- 2018年 Air Pilot
- 2019年 Ghaiyyath
- 2020年 Shaman
- 2021年 Skalleti
- 2022年 Skalleti
- 2023年 Simca Mille
- 2024年 Zarakem
- 2025年 Map Of Stars